# 篠原右京
篠原 右京（しのはら うきょう）は、安土桃山時代の阿波国の武将。右京進（うきょうのしん）。篠原佐吉兵衛の子といわれるが、近年の研究では佐吉兵衛の兄である篠原長房の子とされている。

## 生涯
阿波三好家重臣・篠原長房の次男として生まれる。幼名は松満（松満丸）。
元亀4年（1573年）夏、父・長房は居城の上桜城（徳島県吉野川市）を主君である三好長治により攻められ、嫡男の長重と共に討死した。その際、右京らの母と右京ら4人の兄弟は、長治方に加わっていた雑賀衆の一向門徒らによって保護された。母方の祖父・教行寺兼詮が、本願寺8世宗主蓮如の孫にあたることが関係したとみられる。
天正3年（1575年）6月、紀伊にいた松満（右京）の家臣・篠原政安ら5名が、岡崎了順（岡了順）ら雑賀門徒の指導者たちに宛てて起請文を発給している。この中で政安らは松満の身上の件を本願寺宗主顕如に取り成すことへの謝意を述べている。また、同年8月には、松満は雑賀門徒の指導者たちと共に大坂本願寺に赴いており、岡崎了順への書状で今後の馳走を求めている。こうしたことから、この頃、松満が本願寺の支援を取り付けていたことがわかる。
天正5年（1577年）1月、松満は雑賀衆の警固船に乗り、阿波別宮浦（徳島市・松茂町）へ入港した。前年末には三好長治が自害しており、その側近の篠原長秀の討死や長秀の父・自遁の失脚もあり、これらを機に復権を目指したものとみられる。しかし、阿波の主導権を握っていた一宮成相・伊沢越前守（頼俊）らは松満の受け入れを拒み、松満は紀伊へ帰ることとなった。
この年の夏までに、阿波三好家の旧臣である矢野房村らが兵を挙げ、伊沢越前守が討死した。同年閏7月、矢野房村らが讃岐進出を図る毛利氏と交渉しているが、この際、房村らの陣営に「両篠原」が加わっており、この頃までに阿波へ復帰した松満と篠原自遁を指すものとみられる。翌天正6年（1578年）初めには、矢野房村らにより十河存保（三好義堅）が阿波三好家当主として勝瑞城（藍住町）に迎えられ、松満は存保に仕えることとなった。
天正8年（1580年）1月、阿波三好家と対立する一宮成相方の庄野和泉守により「篠原右京進」の家臣・庄野右近が調略され、右京進も成相方に寝返っている。この右京進が、元服し父・長房と同じ官途を名乗るようになった松満であるとみられる。
成相方による調略を聞き讃岐に逃れた存保だが、この後、右京進と和解し、翌天正9年（1581年）初めには勝瑞へと帰還した。これ以後の右京進の動静は不明である。